# Psalm 56
Psalm 56 – jeden z utworów zgromadzonych w biblijnej Księdze Psalmów. Psalm jest zaliczany do dzieł przypisywanych Dawidowi. W Septuagincie figuruje pod numerem 55.

## Treść Psalmu
Nagłówek psalmu wyraźnie sugeruje jego związek z historią, która ma swoje miejsce w 1 Księdze Samuela 21,10–15. Podmiot liryczny jest przekonany, że Bóg uważnie obserwuje cierpienie i ból człowieka (56,9) oraz odpowiada na jego wołanie i zmusza przeciwników do zaprzestania swoich działań (56,10). Tekst wyraża uczucia i emocje związane z doświadczeniami jakie przeżywa psalmista. Podmiot liryczny wierzy, że Bóg oddala wszelki lęk (56, 4.5.12). Psalm mówi o tym, iż ufność należy pokładać w Najwyższym, ponieważ jego przeciwnikiem jest tylko zwykły człowiek (56,5,12). Nastrój psalmu zmienia się w 13 wersecie, gdzie błaganie ustępuje dziękczynieniu za wybawienie z opresji. 

## Teologiczne przesłanie psalmu
W treści psalmu możemy się dopatrzeć podobieństwa (56,5,12) z Listem do Rzymian (Rz 8,31. Dotyczy ona trwałości, nieśmiertelności i wszechmocy Boga w przeciwieństwie do człowieka.
W 5 wersecie możemy dostrzec, że psalmista w dosłownym tłumaczeniu używa słowa „ciało”. W kontekście tekstu oraz innych fragmentów biblijnych (Iz 45,5, Jl 3,1) oznacza człowieka lub cały rodzaj ludzki. W Starym Testamencie bywało zamiennie stosowane ze słowem „krew” lub jednocześnie „ciało i krew”.
Werset 5 mówi, że wrogowie psalmisty „czekają na jego piętę”. Jest to metaforyczny obraz tego, iż przeciwnicy czekają popełnienie błędu.
Nagłówek psalmu „Jonat elem rechoqim” tłumaczony jest w greckiej wersji psałterza jako „O ludzie oddalonym od świątyni”.

## Struktura Psalmu
Psalm wydaje się być podzielony na dwie części 2–12 i 13–14. Pierwsza skupia się na błagalnym wołaniu do Boga o ocalenie. Druga stanowi dziękczynienie za okazane zbawienie.